# Dynamo Dresden

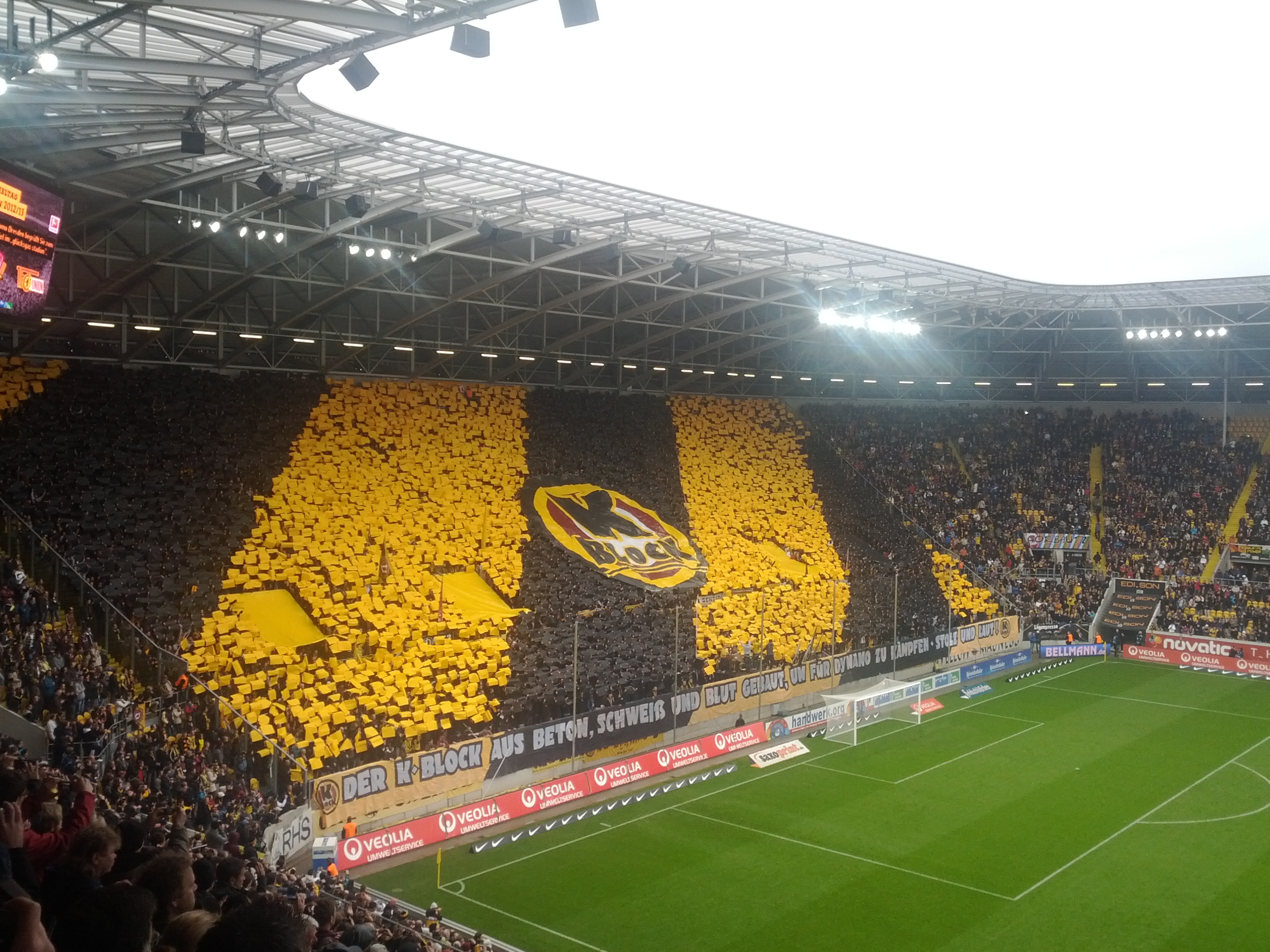
"K-block"-läktaren på Stadion Dresden

SG Dynamo Dresden är en tysk fotbollsklubb från Dresden.
Klubben var en av storklubbarna under DDR-tiden. Efter murens fall kvalificerade sig Dresden för spel i Bundesliga. Dresden spelade i Bundesliga till 1995, när laget drabbades av nedflyttning. Klubben hade nu stora ekonomiska problem. Laget sjönk genom divisionerna och spelade två säsonger i fjärdedivisionen. Laget stabiliserade sig i Regionalliga Nordost. På grund av de ekonomiska problemen fanns det dock under en längre period risk för konkurs och tvångsdegradering. Dresden återhämtade sig sakta och kvalificerade för nya 3. Liga år 2008. Satsningar på en ny arena med plats för 32 000 åskådare kunde genomföras år 2007-2009 genom stöd från staden Dresden och externa finansiärer. Dresden har pendlat mellan 3. Liga och 2. Bundesliga sedan år 2010. Laget har regelbundet haft publiksiffror över 25 000 åskådare på sina hemmamatcher sedan dess. Klubben blev skuldfri år 2016.

## Historia

### Fotboll i Dresden
Staden Dresden har en lång fotbollstradition. Klubben Dresdner SC (DSC) var fram till andra världskriget ett av Tysklands bästa lag. DSC vann två tyska mästerskap och hade många landslagsspelare, bland dem den senare förbundskaptenen Helmut Schön. Efter krigsslutet förbjöds klubben, och till skillnad från klubbar i väst som också förbjöds efter krigsslutet, skulle klubben aldrig få återuppta sin verksamhet under sitt traditionella namn. Klubben började istället om under det nya namnet SG Friedrichstadt, men var en nagel i ögat på de styrande som ansåg att den var för borgerlig. 
Den 16 april 1950 spelades en match mellan SG Friedrichstadt och ZSG Horch Zwickau på Heinz-Steyer-Stadion i Dresden. Matchen skulle avgöra vilket av de två lagen som skulle vinna östtyska mästerskapet 1949/1950. ZSG Horch Zwickau vann matchen med 1-5 och blev östtyska mästare. Matchen kantades av flera kontroversiella domslut till fördel för ZSG Horch Zwickau och slutade med att hemmapubliken stormade planen och angrep spelare i ZSG Horch Zwickau samt att SG Friedrichstadt lämnade planen utan att tacka motståndarna på traditionsenligt vis. Händelserna användes av regimen som en förevändning för att slutligen upplösa SG Friedrichstadt.
Startplatsen i DDR-Oberliga gick istället till klubben SV Deutsche Volkspolizei Dresden. SV Deutsche Volkspolizei hade grundats som SG Volkspolizei Dresden år 1948. Klubben var en lokalförening för den östtyska polisen. SG Volkspolizei Dresden blev en del av den nya idrottsorganisation SV Deutsche Volkspolizei år 1950 och fick därefter namnet SV Deutsche Volkspolizei Dresden. För att rädda platsen i Oberliga för Dresden skulle SV Volkspolizei Dresden förstärkas med spelare från hela landet. De 40 bästa spelarna i de olika Volkspolizei-lagen i landet kallades därför samman till ett träningsläger i Forst i juli 1950. Därefter valde tränarna Fritz Sack och Paul Döring ut 17 spelare som beordrades, så kallat "delegerades", till SV Deutsche Volkspolizei Dresden. Dessa spelare kom från 11 olika städer i landet.  SV Deutsche Volkspolizei Potsdam drabbades särskilt hårt av delegeringarna till Dresden. Laget förlorade sina fem toppspelare till Dresden, däribland stjärnor såsom Günter Schröter, Herbert Schoen och Johannes Matzen, och blev kraftigt försvagat.
Den 27 mars 1953 ombildades SV Deutsche Volkspolizei till SV Dynamo, genom att Stasis idrottsföreningar införlivades i idrottsorganisationen. SV Dynamo var en idrottsorganisation för de östtyska säkerhetsorganen (polisen, Stasi och senare även tullen) och organiserades efter sovjetiskt mönster. Ordförande i SV Dynamo var dåvarande vice Stasi-chefen Erich Mielke. Samtliga lokalföreningar inom SV Deutsche Volkspolizei blev därefter föreningar inom SV Dynamo. Den 12 april 1953 ombildades således också SV Deutsche Volkspolizei Dresden till SG Dynamo Dresden och blev en lokal idrottsförening i SV Dynamo.

### 1971–1978: Dresdens storhetstid i DDR
Under 1960-talet hade DDR:s klubbfotboll handlat mycket om Carl Zeiss Jena och Karl-Marx-Stadt men under 1970-talet var det istället Dynamo Dresden som var på toppen av DDR-Oberliga. Att notera var Dresden under 1960-talet åkte ur två gånger innan man med start 1968 kunde etablera sig i DDR-Oberliga. 
1971 vann man ligan för första gången sedan 1953 och kunde som första DDR-lag vinna dubbeln sedan man även säkrat cupguld. 1973 vann man på nytt och befäste sin position som DDR:s nya storlag. Man var framgångsrika i Europacupen för mästarlag 1973/1974 och åkte ut mot Bayern München efter två rafflande och målrika matcher. Den första matchen i München slutade 4-3 och returmötet i Dresden slutade 3-3. Stasi hade installerat avlyssningsutrustning i den salong på Interhotel Newa i Dresden där Bayern Münchens lag höll sitt möte inför matchen. Stasi avlyssnade mötet och skickade skyndsamt ett meddelande med information om Bayern Münchens laguppställning till Dynamo Dresdens tränare Walter Fritzsch innan matchen. Klubben hade en rad landslagsspelare bland andra Hans-Jürgen Kreische, Klaus Sammer och Hans-Jürgen Dörner. Ny dominans kom 1976 då man vann tre raka titlar innan BFC Dynamo startade sin ligadominans 1979.

### 1979–1990: Motarbetade men starka i slutet
Under 1980-talet hade Dynamo Dresden ett starkt lag, men Erich Mielkes och Stasis stöd till BFC Dynamo hade gett resultat, vilket medförde att det blev ytterst svårt att vinna titlar. BFC Dynamo hade de bästa materiella förutsättningarna i ligan och stora fördelar vid rekryteringen av unga talanger till sin akademi. Därutöver togs även märkliga domslut till fördel för BFC Dynamo. Men Dynamo kunde fortfarande hävda sig i cupen som man tog hem 1982, 1984 och 1985. Därmed hindrade Dynamo även rivalen BFC Dynamo från att vinna dubbeln.
Även Dynamo hade dock sina sponsorer i regimen, särskilt från lokalt håll. Dessa hjälpte klubben att var kvar i toppen. Enligt Hans-Jürgen Dörner fick Dynamo stöd från tre lokala politiker. En av dem var Hans Modrow, långvarig förstesekreterare för Socialistiska enhetspartiet i Bezirk Dresden. En annan var Manfred Scheler, som var chef för Distriktsrådet i Bezirk Dresden. Manfred Scheeler använde aktivt sina kontakter för att förse spelare med eftertraktade bristvaror, såsom bilar och lägenheter. Dynamo fick även stöd från Horst Böhm (de), som var generalmajor i Stasi och chef över Stasis administration i Bezirk Dresden. Horst Böhm engagerade sig i utnämningen av tränare och i spelarkontrakt. Enligt Hans-Jürgen Dörner satte Horst Böhm sin lokapatriotism främst i rivaliteten med BFC Dynamo. Och rivaliteten mellan de två Dynamo klubbarna spred sig även till Stasis egna enheter i Dresden.
Hans-Jürgen Dörner var en av DDR:s allra bästa spelare och lagkapten i landslaget. I samband med att Dörner avslutade sin aktiva karriär presenterade sig en ny storspelare - Matthias Sammer. Den unge Sammer, son till den gamla spelaren Klaus Sammer, debuterade i landslaget och blev snabbt en nyckelspelare i Dresden och högst delaktig i klubbens sista framgångar med liga- och cupsegrar i slutet av 1980-talet. Sammer blev senare proffs i Bundesliga och storstjärna i Tysklands fotbollslandslag. Ulf Kirsten var en annan Dynamo-spelare som blev stjärna i Bundesliga och landslaget. Dynamo har även fostrat spelare som senare i karriären nått stora framgångar: Jens Jeremies och Alexander Zickler blev landslagsspelare och firade stora framgångar i Bayern München.

### 1991–1995: Bundesliga
Dynamos framgångar i slutet av DDR-tiden höll i sig efter murens fall och trots att tongivande spelare som Sammer och Kirsten lämnade laget lyckade man kvalificera sig för Bundesliga 1991. I samma veva som muren föll ändrade man namn till 1. FC Dynamo Dresden. I den penningstinna Bundesliga blev det helt andra förutsättningar för laget som tillhört toppen i DDR. Dynamo Dresden lyckades hålla sig kvar fram till 1995 då man åkte ur. 

### 1995–2004: Nedgång och comeback
1995 blev början på klubbens tuffaste period. Satsningen på Bundesliga kostade klubben stora pengar och felsatsningar skapade ett stort skuldberg. Klubben kollapsade mer eller mindre och hamnade långt ner i division 4. Dynamo Dresden kunde komma igen och gick upp i Regionalliga innan man gjorde comeback i 2. Bundesliga 2004 men efter två år degraderades klubben igen.

### 2005–2009: Ny arena
Under 2000-talet blev det allt mer uppenbart att laget behövde en ny arena. Rudolf-Harbig-Stadion fick sin utformning 1969, och när nya Zentralstadion invigdes i Leipzig 2004 och sedan fick stå värd för WM-matcher 2006, blev det tändvätska för en stark opinion för att bygga en ny stadion. Flera stora demonstrationer har hållits under de senaste åren. Ett förslag var att bygga en ny arena vid Heinz-Steyer-Stadion med plats för 30 000 åskådare. Detta valdes dock bort, och under våren 2007 blev finansieringen i stället klar för en fullständig ombyggnad av arenan. Ombyggnaden påbörjades i november 2007 och den nya Rudolf-Harbig-Stadion invigdes den 15 september 2009.

### 2010–
Efter att ha slutat på tredje plats i 3. Liga blev laget 24 maj 2011, efter kval mot VfL Osnabrück och sammanlagt 4-2, åter klara för spel i 2. Bundesliga. Säsongen 2011/12 slutade Dresden på nionde platsen och ett år senare på sextonde platsen. De behövde därför åter kvala och motståndaren blev åter Osnabrück. Kvalet vanns med 2-1 sammanlagt så att Dresden är kvar i andra divisionen.
Under tiden blev det en del negativa rubriker i samband med spel i DFB-pokal. Säsongen 2011/12 blev det supporterkravaller under spelet mot Borussia Dortmund på Signal Iduna Park i Dortmund. Matchen förlorades med 2-0.. Dresden skulle först uteslutas från DFB-pokal 2012/13, men straffet ändrades senare till två spel utan åskådare i 2. Bundesliga. Under DFB-pokal 2012/13 blev det åter supporertkravaller, denna gång i spelet mot Hannover 96 som Dresden förlorade efter straffsparksläggning. Dresden blev därför avstängd från DFB-pokal 2013/14. 
Klubben meddelade år 2016 att den nu hade gjort den sista avbetalningen till sin långvarige kreditgivare Michael Kölmel och att klubben därmed var skuldfri. Intäkterna från TV-rättigheter skulle till fullo tillfalla klubben från och med år 2017. Mediemogulen Kölmel räddade Dresden från ekonomisk kollaps under säsongen 1999/2000 med ett stort lån.

## Spelare

### Kända spelare
- Hans-Jürgen Dörner
- Frank Ganzera
- Eduard Geyer
- Torsten Gütschow
- Reinhard Häfner
- Jens Jeremies
- Ulf Kirsten
- Hans-Jürgen Kreische
- Olaf Marschall
- Ralf Minge
- René Müller
- Klaus Sammer
- Matthias Sammer
- Andreas Trautmann
- Siegmar Wätzlich
- Alexander Zickler

### Svenskar i laget
- Johnny Ekström
- Linus Wahlqvist
- Alexander Jeremejeff